# Diadegma insulare
Diadegma insulare är en stekelart som först beskrevs av Cresson 1865.  Diadegma insulare ingår i släktet Diadegma och familjen brokparasitsteklar. Inga underarter finns listade i Catalogue of Life.